# ستيف غوردون
ستيف غوردون (22 نوفمبر 1967 بجامايكا - ) (بالإنجليزية: Steve Gordon)‏ هو لاعب كريكت جامايكي. شارك مع منتخب جامايكا الوطني للكريكت.